# 拗音
拗音（ようおん）、ねじれる音とは、日本語の音節の一種。1モーラを形成する。
仮名の表記では、二種類がある:
- イ段の仮名に小書きのや行が付く（例：きゃ・きゅ・きょ）
- または、ク、グに小書きワが付く

## 概要
拗音とは、「ねじ曲がった音」を意味し、直音（ちょくおん）の対語である。音声学上、拗音とは子音、母音が硬口蓋化または円唇化されることによって形成された音節であるが、狭義には、対立する硬口蓋化または円唇化されない直音をもっているものをいう。
- 例：拗音きゃ・きゅ・きょは、直音か・く・こを持つ

硬口蓋化による拗音を開拗音（かいようおん）、円唇化による拗音を合拗音（ごうようおん）と呼ぶ。
直音が、もっぱら仮名1文字で表記されるのに対し、特に現代仮名遣いは、拗音が仮名2文字を使って表記されるという特徴がある。このため、ローマ字表記などで、子音の後にｙ、ｈ、ｗを加える物は、おおかたこれにあたる。

## 拗音の種類
拗音は開拗音、合拗音に分類される。音声学的に言えば
- 開拗音は母音が /i/ （い、[i]） であるモーラの硬口蓋化した頭子音に /i/ 以外の母音（通常 /a/・/u/・ /o/）が付いたモーラ
- 合拗音は母音が /u/ （う、現代標準語では [ɯ]） であるモーラの円唇化した頭子音（通常、/k/・/g/ に対する [kʷ]・[ɡʷ] のみ）に /u/ 以外の母音（通常 /a/、条件付きで /i/・/e/）が付いたモーラである。

拗音を構成する母音が長母音であるものを拗長音（ようちょうおん）という。

## 直拗の対立

### 開拗音
直拗の対立は、開拗音では頭子音を持ち母音が /a/・/u/・/o/ で形成される音節について存在する。ただし、「わ」には直拗の対立は存在しない。
母音が /i/ で形成される音節および「や」「ゆ」「よ」の頭子音は硬口蓋化音であるが、標準的な日本語の音節の中にはこれに対立するような硬口蓋化されていない頭子音による音節が存在しないので、直拗の対立は言及されることはない。
母音が /e/ で形成される音節にも歴史的には直拗の対立がなく、硬口蓋化音と非硬口蓋化音が混在していたが、現在では北九州の方言を除き、すべて非硬口蓋化音で発音される。ただし、最近では外来語の流入により [ɕe]/[ʃe]（シェ）・[tɕe]/[tʃe]（チェ）・[ʑe/dʑe]/[ʒe/dʒe]（ジェ） の硬口蓋化音が [se]・[tse]・[ze/dze] と区別されるようになり、これによって母音が /e/ である音節の一部にも直拗の対立が見られるようになっている。

### 合拗音
合拗音は円唇化による対立であるが、実際上、軟口蓋音（か行・が行）についてのみ言及される。
母音が /a/・/i/・/e/ で形成される音節に直拗の対立が存在したが、/kwi/・/kwe/・/gwi/・/gwe/（[kʷi]・[kʷe]・[ɡʷi]・[ɡʷe]）は日本語の音韻として定着せず、唯一残った /ka/・/ga/（か・が、[ka]・[ɡa]）と /kwa/・/gwa/（くゎ・ぐゎ、[kʷa]・[ɡʷa]）の対立も江戸から明治にかけて /ka/・/ga/ に統一され、現在では一部の方言を除いてほとんど見られなくなった。
「わ」の頭子音は円唇化音であるが、これに対立するような円唇化されていない頭子音による音節が存在しないので、直拗の対立構造はない。半母音も参照されたい。

## 歴史
拗音は、中国から輸入した漢字音によって日本語に定着した音で、中国語の音節構造上、介音を伴った音に由来し、室町時代には日本語の音韻体系として確立した。国語では漢字音の母音に開口音と合口音の区別（開合の区別）を設け（中国の伝統的な学問である音韻学の「等呼」に由来）、介音iに由来する拗音を開拗音または開口拗音といい、介音uに由来する拗音を合拗音または合口拗音と呼んだ。歴史的字音仮名遣で、開拗音を写し取るために「ヤ行」の仮名が使われ、合拗音を写し取るため「ワ行」の仮名が使われた。ただし、合拗音は日本語にほとんど定着しなかったため、「くゎ」「ぐゎ」を除いて字音仮名遣としても使われなくなっていった。

## 表記（仮名での拗音の書き方）
この項では、仮名を表すのに、平仮名がほとんど使われないような場合には片仮名を、それ以外では平仮名を用いる。
直音は、仮名1文字で表記されるが、拗音は「あ行」と「わ行」を除く行のい段の仮名1文字に「や行」の仮名小文字（捨て仮名）1文字、あるいは「く」または「ぐ」の1文字に「わ」の捨て仮名1文字を付けて、2文字で表す。
外来語や方言などを表すため、直音、拗音以外の音を、通常の仮名1文字に「あ行」、「や行」または「わ行」の捨て仮名1文字を付けて拗音風に2文字で表記することがあるが、それについては外来語の項に述べる。なお俗に、本来の拗音以外のそれらの音も含めて拗音といったり、2文字目の捨て仮名のことを拗音と言ったりする人がいる。

### 開拗音
開拗音（かいようおん）は「あ行」と「わ行」を除く行のい段の仮名1文字に小文字の「ゃ」「ゅ」「ょ」のうちの1文字を付けて仮名2文字で表記される。 なお「シ」、「チ」または「ジ」に「ェ」を付けて表記される「シェ」「チェ」「ジェ」は対立する直音があるのでこれらを拗音に含めるとの考え方もあるが、外来語のみであることや部分的で音韻体系全般にわたるものでないことから拗音に含めない考え方もある。

### 合拗音
合拗音（ごうようおん）は「く」、「ぐ」に小文字の「ゎ」を付けて「くゎ」と「ぐゎ」と表記される。歴史的には合拗音の頭子音は円唇化した子音であるが、現代では「か」「が」と発音され、現代仮名遣いでは「か」「が」と書かれる。「クヰ」「クヱ」「スヰ」が漢音の字仮名遣いとして存在したが、江戸時代の音にもとづく本居宣長の歴史的仮名遣いには入れられていない。
現代の外来語においては「くゎ」などが持っていたはずの/kw/の音を埋め合わすのに、「クァ」「クィ」「クェ」「クォ」などと書く場合がある。ただし、人によってはこれらの音を2モーラで発音（「クア」「クイ」等と同じ発音）する。

## 捨て仮名
拗音を仮名表記するのに使う「ゃ」等の小さい仮名文字を捨て仮名という。捨て仮名には拗音（の2文字目）以外に次のような使い方がある。
- 「っ」は促音である。促音と拗音との最大の違いは、促音は「っ」1文字で1モーラを表すのに対し、拗音は2文字で1モーラを表す点である。
- 「ヶ」は「箇」の異字体の一つ（略字「个」の変形）、それから一般化して「個」や「が」の代用であり、本来の片仮名でない。「ヵ」は、「ヶ」の読みが場合によって「か」となること、また字形の類似から「ヶ」の誤用として生まれた文字であり、これも本来の片仮名ではない。このため、これらには平仮名が存在しない。
- 「ぁ」「ぃ」「ぅ」「ぇ」「ぉ」が、同じ段のかなのあとに使われることがある（「ドストエフスキィ」など人名に多い）。これらの表記が一般に長音と同一の発音を意図したものであるかどうかは不明だが、2010年代現在においては一般に長音同様に読まれる。従って、1文字で1モーラを構成する。
- 主に外来語に使われる「イェ」「ウィ」「ファ」「ティ」等は、拗音と同じく2文字で1モーラの音を表す。これらのモーラが日本語の音韻体系で占める位置づけについては諸説あるが、点字（日本点字表記法）ではこれらを拗音として扱う。

## 拗音等一覧

### 開拗音
| きゃ(kya)     | きゅ(kyu)     | きょ(kyo)     | きの子音による | ぎゃ(gya)    | ぎゅ(gyu)    | ぎょ(gyo)    | ぎの子音による |           |           |           |                |
| しゃ(sya/sha) | しゅ(syu/shu) | しょ(syo/sho) | しの子音による | じゃ(zya/ja) | じゅ(zyu/ju) | じょ(zyo/jo) | じの子音による |           |           |           |                |
| ちゃ(tya/cha) | ちゅ(tyu/chu) | ちょ(tyo/cho) | ちの子音による | ぢゃ(zya/ja) | ぢゅ(zyu/ju) | ぢょ(zyo/jo) | ぢの子音による |           |           |           |                |
| にゃ(nya)     | にゅ(nyu)     | にょ(nyo)     | にの子音による |              |              |              |                |           |           |           |                |
| ひゃ(hya)     | ひゅ(hyu)     | ひょ(hyo)     | ひの子音による | びゃ(bya)    | びゅ(byu)    | びょ(byo)    | びの子音による | ぴゃ(pya) | ぴゅ(pyu) | ぴょ(pyo) | ぴの子音による |
| みゃ(mya)     | みゅ(myu)     | みょ(myo)     | みの子音による |              |              |              |                |           |           |           |                |
| りゃ(rya)     | りゅ(ryu)     | りょ(ryo)     | りの子音による |              |              |              |                |           |           |           |                |

### 合拗音
| くゎ(kwa) | （くゐ）(kwi) | （くゑ）(kwe) | くの子音を円唇化 | ぐゎ(gwa) | （ぐゐ）(gwi) | （ぐゑ）(gwe) | ぐの子音を円唇化 |